# Trachypenaeopsis minicoyensis
Trachypenaeopsis minicoyensis är en kräftdjursart som beskrevs av Thomas 1972. Trachypenaeopsis minicoyensis ingår i släktet Trachypenaeopsis och familjen Penaeidae. Inga underarter finns listade i Catalogue of Life.